# Ett glas vatten
Ett glas vatten är en västtysk film från 1960 i regi av Helmut Käutner. Den är en filmatisering av Eugène Scribes drama Le verre d'eau från 1840. Filmen hade svensk premiär i september 1961 på Sergelteatern i Stockholm. Samma år spelades historien in som svensk TV-film i regi av Gustaf Molander.

## Rollista
- Gustaf Gründgens - Sir Henry St. John
- Liselotte Pulver - drottning Anne
- Sabine Sinjen - Abigail
- Hilde Krahl - Lady Churchill
- Horst Janson - Arthur Masham
- Rudolf Forster - Marquis de Torcy
- Hans Leibelt - Thompson, butler
- Bobby Todd - Maitre de Plaisir
- Herbert Weißbach - Beichvater